# Енріке Чименто
Енріке Чименто (ісп. Enrique Chimento) — аргентинський футболіст, що грав на позиції захисника, зокрема, за клуб «Ланус», а також національну збірну Аргентини.

## Клубна кар'єра
У футболі дебютував за клуб «Барракас Сентраль». 
Своєю грою за цю команду привернув увагу представників тренерського штабу клубу «Ланус», до складу якого приєднався 1927 року. Відіграв за команду з Лануса наступні чотири сезони своєї ігрової кар'єри. Більшість часу, проведеного у складі «Лануса», був основним гравцем захисту команди.
Завершив професійну ігрову кар'єру у клубі «Барракас Сентраль», у складі якого вже виступав раніше. Прийшов до команди 1934 року, захищав її кольори до припинення виступів на професійному рівні у 1938.

## Виступи за збірну
Був присутній в заявці збірної Аргентини на чемпіонаті світу 1934 року в Італії, але на поле не виходив.